# 何竹康
何竹康（1932年2月—2025年4月1日），江苏南通启东人，中华人民共和国政治人物。

## 生平
何竹康早年参加中国共产党，并赴苏联莫斯科经济学院学习国民经济计划专业，回国后在河南省政府工作。1983年，担任河南省省长。1987年，担任吉林省省长。1988年4月任省委书记。1995年6月，不再担任省委书记，改任吉林省人大常委会主任。1998年1月退休。2025年4月1日在河南郑州逝世。